# Oleg Sakirkin
Oleg Evgyenevich Sakirkin (in kazako Олег Евгеневич Сакиркин?; Şımkent, 23 gennaio 1966 – Şımkent, 18 marzo 2015) è stato un triplista kazako, fino al 1991 sovietico.

## Palmarès
| Anno                                     | Manifestazione            | Sede       | Evento       | Risultato | Prestazione | Note |
| ---------------------------------------- | ------------------------- | ---------- | ------------ | --------- | ----------- | ---- |
| In rappresentanza dell' Unione Sovietica |                           |            |              |           |             |      |
| 1987                                     | Mondiali                  | Roma       | Salto triplo | Bronzo    | 17,43 m     |      |
| 1988                                     | Europei indoor            | Budapest   | Salto triplo | Oro       | 17,30 m     |      |
| 1989                                     | Universiadi               | Duisburg   | Salto triplo | Bronzo    | 16,93 m     |      |
| 1990                                     | Europei indoor            | Glasgow    | Salto triplo | Argento   | 16,70 m     |      |
| In rappresentanza del Kazakistan         |                           |            |              |           |             |      |
| 1993                                     | Universiadi               | Buffalo    | Salto triplo | Argento   | 16,89 m     |      |
| 1993                                     | Campionati asiatici       | Manila     | Salto triplo | Argento   | 16,82 m     |      |
| 1994                                     | Giochi asiatici           | Hiroshima  | Salto triplo | Oro       | 17,21 m     |      |
| 1995                                     | Mondiali indoor           | Barcellona | Salto triplo | 14º (q)   | 16,47 m     |      |
| 1995                                     | Giochi dell'Asia centrale | Tashkent   | Salto triplo | Oro       |             |      |
| 1999                                     | Giochi dell'Asia centrale | Biškek     | Salto triplo | Oro       |             |      |

## Altre competizioni internazionali
1991
- Coppa Europa di atletica leggera ( Francoforte)

1994
- Bronzo in Coppa del mondo ( Londra), salto triplo - 16,81 m
- Argento alla Grand Prix Final ( Parigi), salto triplo - 17,17 m
- Bronzo ai Goodwill Games ( San Pietroburgo), salto triplo - 17,05 m